# 兵庫県道432号宇原新宮線
兵庫県道432号宇原新宮線（ひょうごけんどう432ごう うわらしんぐうせん）は、兵庫県宍粟市からたつの市に至る一般県道である。

## 概要
宍粟市山崎町宇原からたつの市新宮町下野に至る。

### 路線データ
- 起点：宍粟市山崎町宇原（兵庫県道80号宍粟香寺線交点）
- 終点：たつの市新宮町下野（下野交差点、兵庫県道26号宍粟新宮線交点）
- 総延長：4.600 km

## 路線状況

### 道路施設

#### 橋梁
- 笹橋（上笹川、たつの市）
- 新香橋（揖保川、たつの市）

## 地理

### 通過する自治体
- 兵庫県
  - 宍粟市 - たつの市

### 交差する道路
| 交差する道路                  | 市町村名 | 交差する場所 | 交差する場所      |
| ----------------------------- | -------- | ------------ | ----------------- |
| 兵庫県道80号宍粟香寺線        | 宍粟市   | 山崎町宇原   | 起点              |
| 兵庫県道434号上笹千本停車場線 | たつの市 | 新宮町上笹   |                   |
| 兵庫県道26号宍粟新宮線        | たつの市 | 新宮町下野   | 下野交差点 / 終点 |

### 沿線
- 揖保川